# Fabio Duarte Arévalo
Fabio Andrés Duarte Arévalo (Facatativá, Cundinamarca, 11 de juny de 1986) és un ciclista colombià, professional des del 2007. Actualment corre a l'equip Medellín.
Una de les seves principals victòries és la medalla d'or al Campionat del món sub-23 en ruta.

## Palmarès
- 2005
  - 1r a la Volta a Colòmbia sub-23 i vencedor de 3 etapes
- 2006
  -  Campió de Colòmbia sub-23 en contrarellotge
  - 1r a la Volta a Colòmbia sub-23 i vencedor de 3 etapes
- 2007
  - Vencedor d'una etapa a la Volta a Colòmbia
- 2008
  -  Campió del món en ruta sub-23
  - Vencedor d'una etapa a la Volta a Colòmbia sub-23
- 2009
  - 1r a la Volta als Pirineus i vencedor d'una etapa
  - Vencedor d'una etapa a la Volta a Colòmbia
  - Vencedor d'una etapa al Clásico RCN
- 2010
  - 1r al Circuito Montañés i vencedor d'una etapa
  - Vencedor de 2 etapes a la Volta a Colòmbia
  - Vencedor d'una etapa a la Volta a Astúries
- 2011
  - Vencedor d'una etapa al Giro del Trentino
- 2012
  - 1r a la Coppa Sabatini
  - Vencedor d'una etapa a la Volta a Colòmbia
- 2016
  - 1r a la Clàssica de Fusagasugá i vencedor d'una etapa
  - 1r a la Clàssica de Marinilla i vencedor d'una etapa
- 2017
  - 1r a la Clàssica de Marinilla
  - 1r a la Clàssica de Girardot i vencedor d'una etapa
- 2019
  - 1r a la Volta a Cundinamarca i vencedor d'una etapa
  - 1r a la Volta a Colòmbia
- 2021
  - 1r al Clásico RCN i vencedor d'una etapa
  - Vencedor d'una etapa a la Volta a Antioquia
- 2022
  - 1r a la Volta a Colòmbia i vencedor d'una etapa

### Resultats al Giro d'Itàlia
- 2011. Abandona (8a etapa)
- 2013. 28è de la classificació general
- 2014. 28è de la classificació general

### Resultats a la Volta a Espanya
- 2011. 39è de la classificació general
- 2015. 67è de la classificació general